# Monte Infornace
De Monte Infornace is een berg in de Italiaanse regio Abruzzo. De berg ligt in het oostelijke deel van het bergmassief van de Gran Sasso. De top ligt een kilometer ten zuiden van de Monte Prena (2561 m).
Vanaf de noordzijde is de Monte Infornace een onopvallende top. De zuidflank van de berg is echter zeer nadrukkelijk aanwezig in het uitzicht vanaf de Campo Imperatore. Deze kant van de berg is bijzonder woest en telt een ontelbaar aantal rotspinakels. Deze zorgen voor veel extra schaduw op de helling waardoor sneeuwvelden hier langer kunnen blijven liggen dan elders in het Gran Sassomassief.
De Monte Infornace wordt meestal beklommen vanaf de Campo Imperatore. Een niet al te moeilijke tocht voert vanaf de hoogvlakte in ongeveer drie uur naar de top.